# Anguilla nebulosa
Anguilla nebulosa — вид вугроподібних риб родини вугрових (Anguillidae).

## Поширення
Вид поширений у прісних водоймах Східної Африки, Мадагаскару, Бангладеш, Шрі-Ланки, Індонезії. На нерест мігрує у води Індійського океану.

## Опис
Має довге та вузьке тіло завдовжки до 121 см та вагою до 7 кг.